# Expedición de Francisco de Ulloa (1553)

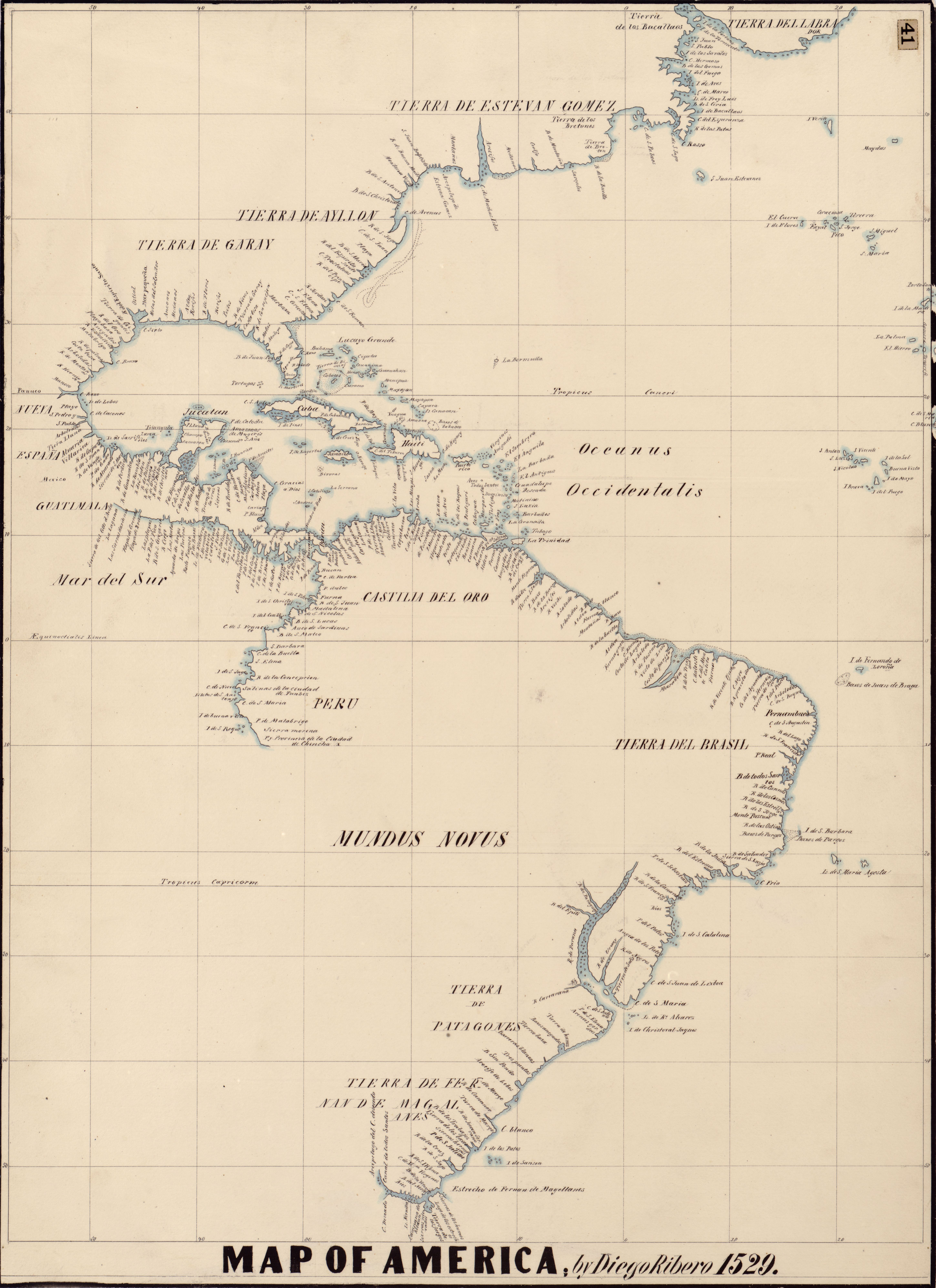
Mapa de América del año 1529.

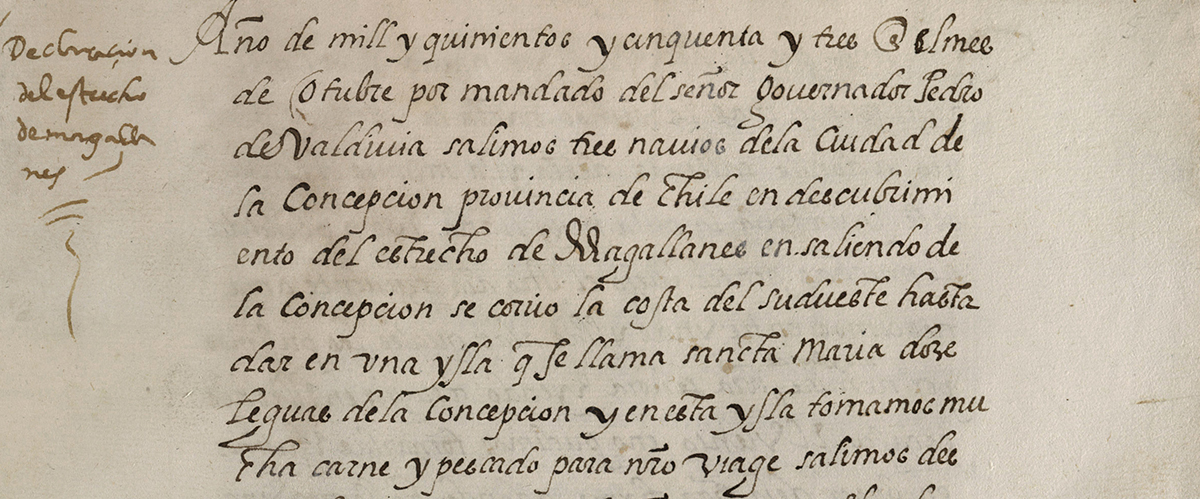
Encabezamiento de la primera página de la relación de Hernán Gallego.

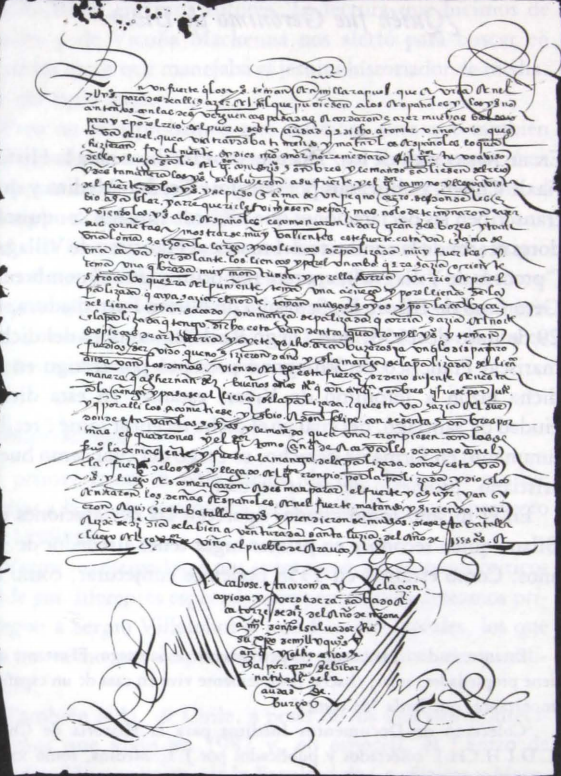
Última página del manuscrito de Crónica y relación copiosa y verdadera de los reinos de Chile.

La expedición de Francisco de Ulloa fue la primera expedición naval española enviada desde Chile a reconocer la costa de la Patagonia occidental hasta el estrecho de Magallanes. Una de sus naves logró el cruce del Estrecho y volvió a Chile, siendo con ello el primer cruce del Estrecho de oeste a este.
La expedición fue enviada por Pedro de Valdivia, gobernador Real de Chile, quien murió en diciembre de 1553, antes del regreso de la exploración.

## Documentación
La recuperación de información sobre el periplo ha sido lenta y hasta fines del siglo XIX solo eran conocidas fuentes secundarias a partir de las cuales se publicaron relatos del viaje en el "Anuario Hidrográfico", tomos V  y VI por Miguel de Goizueta, Francisco Cortés Ojeda (1879) y Ramón Guerrero Vergara (1880).: 31 
En la segunda mitad del siglo XX aparecieron dos relatos que permiten conocer más de cerca lo ocurrido durante la expedición. 
El primero de ellos es la Crónica y relación copiosa y verdadera de los reinos de Chile escrita por Jerónimo de Vivar en 1558. Vivar relata el viaje al sur de Chile en primera persona, pero Mario Orellana Rodríguez sostiene que Vivar no puede haber participado en la expedición y que el uso de la primera persona en su relato es solo un recurso narrativo.: 42 
La segunda publicación, que renovó la historia de la expedición, fue un informe manuscrito de Hernán Gallego, a quien J. M. Barros llama Hernando Gallego, en que relata la ruta y las peripecias del viaje. La transcripción del documento puede ser vista en Declaración del Estrecho de Magallanes. J. M. Barros lo muestra en castellano moderno.

## Naves y exploradores
La expedición, en la participaban varios importantes hombres de la conquista de Chile, estaba formada por tres naves («una grande y dos pequeñas»: 39 ):
- la nave 1, al mando del capitán Francisco de Ulloa en que viajaba Jerónimo de Vivar,
- la San Jerónimo[1]: 39 , la segunda nave, al mando del piloto Francisco Cortés Ojea, quien además era el cosmógrafo de la expedición, y
- la nave 3, comandaba Gallego.

## Ruta

Trayecto de las tres naves de la expedición. La zona Valdivia (partida) a Chiloé no aparece en el mapa.

La flotilla zarpó desde la recién fundada ciudad de Concepción en octubre de 1553.
José Miguel Barros revisa punto por punto la narración de Gallego y nos da los topónimos modernos de los nombres asignados por la expedición a los lugares vistos o visitados por la nave de Gallego: 32  entre ellos la isla San Nicolás (Isla Mocha), punta de La Galera, llamada "San Mateo" por Juan Bautista Pastene en su expedición de 1544, hoy llamada Buchuchen, islas de los Coronados (hoy más bien llamado golfo Coronados, entre el continente y la costa norte de la isla de Chiloé), isla San Martín (isla Guafo), islas de Nuestra Señora de la O (archipiélago de Chonos), bahía Santo Domingo (no se ha conservado este nombre, posiblemente se trata de la bahía Adventure o la bahía Darwin), puerto de San Esteban (en la costa occidental de la península de Taitao a 46°20'S), puerto Hernán Gallego (posiblemente hoy día canal Hernán Gallego), puerto de San Alejo (no se ha conservado este topónimo. Es posible que sea algún puerto en el seno Otway) y también el mar del Norte, nombre antiguo del hoy día llamado océano Atlántico.)
Mario Orellana Rodríguez enlista la cronología de los sucesos según Vivar de la siguiente manera:: 41 
- El 8 de septiembre de 1553 Francisco de Ulloa parte con dos barcos.
- En octubre de 1553 llegan los barcos a Valdivia.
- El 4 de noviembre de 1553 parten los barcos desde Valdivia al estrecho de Magallanes.
- El 19 de noviembre alcanzan los 45 grados.
- El 21 de noviembre están a 46 y 2/3 grados.
- El 29 de noviembre llegan a una cueva grande: puerto de Santiesteban.
- El 6 de diciembre salen del puerto de Hernando Gallegos (48 y 2/3 grados).
- El 9 de diciembre están en la boca del estrecho de Magallanes, donde permanecen dos días (isla de la Campana), a 51 y 1/2 grados.
- El 18 de diciembre "se dio vuelta", es decir, se inició el viaje de regreso , pero el 19 de diciembre se encontraban todavía en el estrecho.

M. X. Urbina describe así la distribución de las naves:

A los 44° de latitud sur (según la graduación que da el documento) se perdieron de vista y separaron las naves. Un camino siguió la comandada por Hernán Gallego y la de Cortés Ojeda, Hojea u Ogea — quienes también se separaron a los 48° – y otro la que iba al mando del comandante Ulloa, donde iba a bordo también Jerónimo de Vivar...
M. X. Urbina: 55–56 

De la relación se deduce que la nave 3 se separó frente a la isla San Martín o isla Guafo de la 1 y 2 y al parecer volvió a reunirse con la nave 1 frente a la isla Campana cuando la nave 2 se había separado ya de la nave 1, esto en la latitud 48°40'S.
Cerca de la isla Campana, las naves 1 y 3 volvieron hacia el norte tras creer que ya habían alcanzado la boca occidental del Estrecho.
Tras separarse de las otras naves, la nave del piloto Hernán Gallego continuó hacia el sur e identificó con éxito la entrada al Estrecho, el que cruzó hacia el este en cuatro días para llegar hasta «el mar del Norte», como se llamaba en aquel entonces al océano Atlántico.

## Legado
El viaje de Hernán Gallego fue el primer cruce del estrecho de Magallanes de este a oeste y en aquella época llegó hasta el paralelo 55°S con lo que alcanzó la latitud más austral navegada en ese entonces (ver Farthest South).
Lamentablemente el regreso de la expedición de Ulloa a Valdivia fue posterior a la muerte de Pedro de Valdivia en manos de los guerreros mapuches al mando de Lautaro lo que ocasionó un período de casi 3 años caracterizado por la anarquía entre los conquistadores españoles, por lo que el resultado de su viaje y experiencia pasó al olvido por muchos años.